# 稲垣隆司
稲垣 隆司（いながき たかし、1945年6月19日 - ）は、日本の地方公務員、薬剤師、技術士。愛知県副知事や、名古屋競馬代表取締役社長、学校法人名古屋学院大学理事長を経て、岐阜薬科大学 第11代学長。

## 人物・経歴
岐阜県土岐市出身。1969年岐阜薬科大学薬学部厚生薬学科卒業。1970年国立公衆衛生院（のちの国立保健医療科学院）環境衛生専攻修了、愛知県入庁。環境政策等が専門で、2004年には愛知県環境部長に就任。2006年愛知県副知事。2009年学校法人名古屋学院大学理事。2010年名古屋競馬株式会社代表取締役社長。2012年学校法人名古屋学院大学理事長。2015年瑞宝中綬章受章。
同年から岐阜薬科大学学長を務め、4年制の薬科学科の廃止を行うなどした。2016年株式会社トーエネック取締役。2018年には一般財団法人中部圏地域創造ファンドを設立し理事長に就任。2020年東海国立大学機構経営協議会委員。薬剤師、技術士（環境部門）、1級ビオトープ管理士などの十以上の資格を保有。愛知・東海陸上競技協会会長、愛知県レクリエーション協会会長、愛知県消防設備安全協会理事長、日本介護事業連合会東海支部長等も歴任した。